# Bogidiella turcica
Bogidiella turcica is een vlokreeftensoort uit de familie van de Bogidiellidae. De wetenschappelijke naam van de soort is voor het eerst geldig gepubliceerd in 1999 door Vonk, Seveso & Noteboom.